# Better Than Chocolate
Better Than Chocolate, kanadensisk film från 1999.

## Handling
Maggie och Kim är två unga lesbiska kvinnor som inleder en romans och flyttar ihop. När Maggies mamma skiljer sig flyttar hon också in och inser snart sanningen om Maggie, Kim och deras vänner.

## Om filmen
Filmen är inspelad i Vancouver. Filmen hade premiär den 14 februari 1999 på filmfestivalen i Berlin, den hade svensk premiär den 23 juli samma år.

## Rollista (urval)
- Wendy Crewson - Lila
- Karyn Dwyer - Maggie
- Christina Cox - Kim

## Musik i filmen
- I Want, skriven och framförd av Dayna Manning
- Sexy, framförd av West End Girls
- When I Think of You, framförd av Melanie Dekker
- 32 Flavors, framförd av Ani DiFranco
- Julie Christie, framförd av Lorraine Bowen
- Perfect Fingers, framförd av Tami Greer
- Let's Have Sex framförd av Studio Kings 2.0 med Trippy
- In My Mind framförd av Trippy
- My Place, framförd av Edgar
- I'm Not a Fucking Drag Queen, framförd av Peter Outerbridge
- Stand Up, framförd av Ferron
- Night, framförd av Feisty
- Long Gone, framförd av Kelly Brock
- Pure (You're Touching Me), framförd av West End Girls

## Utmärkelser
- 1999 - Toronto Inside Out Lesbian and Gay Film and Video Festival - Publikens pris, bästa film, Anne Wheeler